# Andreas Heusser

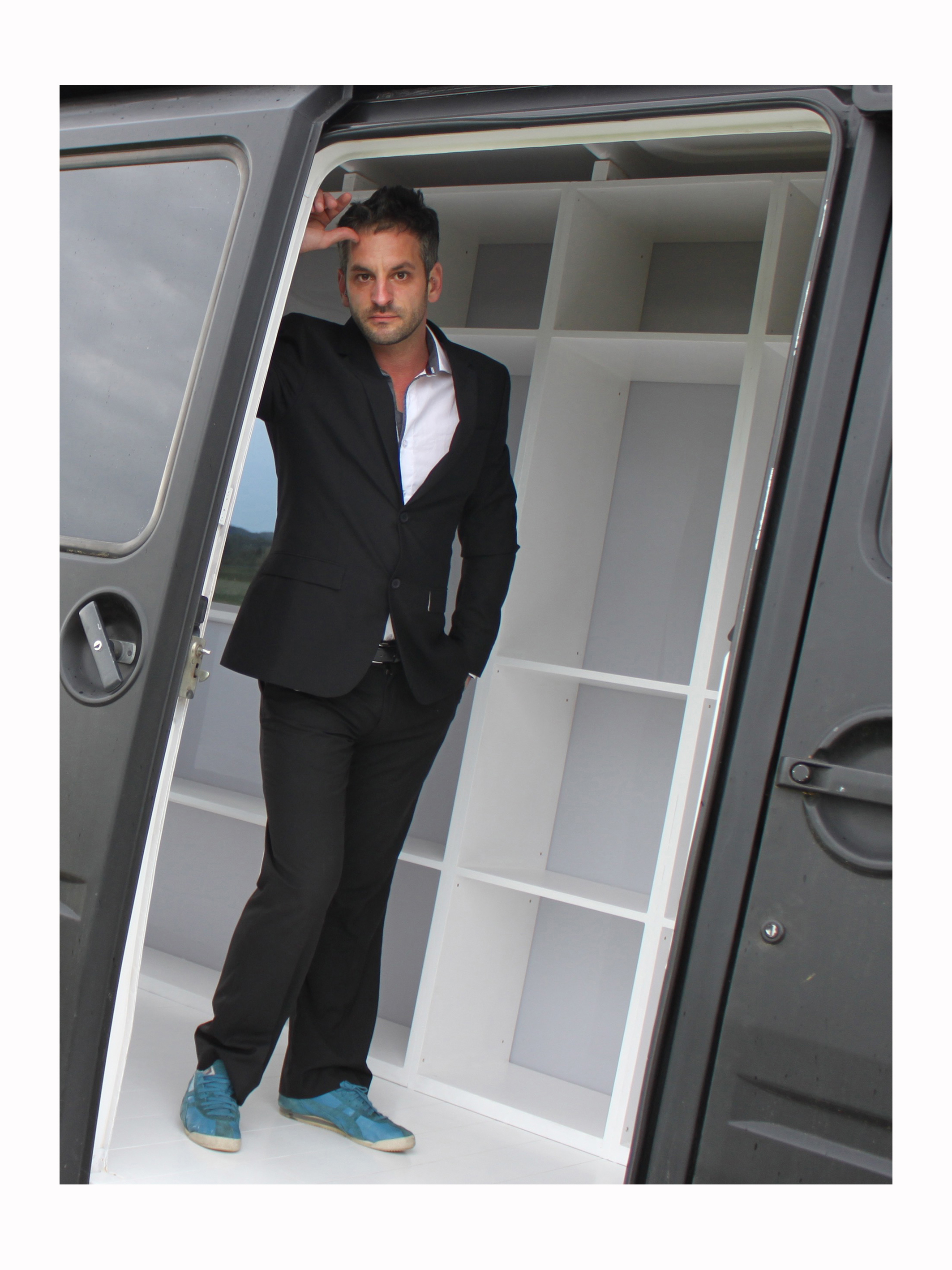
Andreas Heusser im mobilen Ausstellungsraum des No Show Museums, 2015

Andreas Heusser (* 1976 in Zürich) ist ein Schweizer Konzeptkünstler und Kurator. Er lebt und arbeitet in Zürich und Johannesburg.

## Ausbildung
Andreas Heusser absolvierte von 1996 bis 1998 das Grundstudium in Psychologie an der Universität Zürich. Danach wechselte er das Hauptfach und schloss das Studium in Philosophie und Germanistik 2013 mit dem Lizenziat ab. Von 2011 bis 2013 studierte er erneut und absolvierte einen Master-Abschluss in Contemporary Arts Practice (Fine Arts) an der Berner Hochschule der Künste.

## Werk

### Spiel der Verschwörungstheorien
Während der Pandemie 2020 begann sich Heusser mit den Themen Fake News und Verschwörungstheorien auseinanderzusetzen. Sein ursprüngliches künstlerisches Vorhaben war es, eine Art ethnologisches Museum zu kreieren, wo sämtliche Verschwörungsmythen sowohl aus der Perspektive ihrer Anhänger präsentiert werden als auch die kritische Sicht der Wissenschaft vorgestellt wird. Aufgrund der schieren Menge an Daten und Erzählungen stellte sich dieses Vorhaben aber als nicht realisierbar heraus. Stattdessen nutzte er seine intensiven Recherchen für die Kreation eines Strategiespiels: Comploty. Es ist das erste Spiel, das auf real existierenden Verschwörungstheorien beruht.
Als Spieler schlüpft man in die Rolle der mächtigen Eliten, die hinter den Kulissen auf die Weltherrschaft hinarbeiten. Neben hohem Unterhaltungswert und schwarzem Humor liefert Comploty die wichtigsten Fakten, die kuriosesten Behauptungen und die lustigsten Anekdoten zu mehr als 100 aktuellen Verschwörungsmythen. Zur gestalterischen Umsetzung gehören neben den Texte, Grafiken und Illustrationen auch 3D-Design, Videos, Animationen, Webinhalte, Social-Media-Contents, KI-Elemente und Diffusionsstrategien. Dabei wird sowohl der reale als auch der virtuellen Raum bespielt. Das Projekt bricht mit den üblichen Rezeptionsbedingungen, indem es das Kunstwerk in der ungewöhnlichen Form eines Gesellschaftsspiels präsentiert. Es kann und soll vom Publikum zu Hause gespielt werden. Wie schon mit dem No Show Museum werden auch hier wieder alternative Lösungen bezüglich der Präsentation, Wahrnehmung und Reflexion von Kunst erprobt. Das Projekt lädt dazu ein, über ihre Möglichkeiten und Grenzen nachzudenken und neu zu verhandeln, was Kunst ist – oder (auch) sein könnte.

### Museum des Nichts
Von 2013 bis 2019 beschäftigte sich Heusser mit der Erforschung des Nichts in Kunst, Philosophie und Wissenschaft. Die Auseinandersetzung mit dem Thema führte zur Gründung des No Show Museums, dem ersten Museum, das sich dem Nichts und seinen vielfältigen Erscheinungsformen in der Geschichte der Kunst widmet. Die online zugängliche Sammlung umfasst rund 500 Werke und Dokumente von 150 internationalen Künstlern des 20. und 21. Jahrhunderts. Das No Show Museum setzte es sich zum Ziel, die Kunst des Nichts auf der ganzen Welt zu verbreiten. Es verfügt über einen mobilen Ausstellungsraum in einem umgebauten Kleinbus. Im Rahmen seiner Nothing World Tour realisierte das No Show Museum rund 80 Ausstellungen in über 30 Ländern Europas sowie in Nord- und Mittelamerika. Das Projekt wurde 2015 als offizieller Teilnehmer an die 56. Biennale di Venezia eingeladen und im Jahr 2019 mit einem Kunstpreis der Stadt Zürich ausgezeichnet.
Die Welttournee zur Verbreitung des Nichts startete im Juli 2015. Die erste Etappe führte durch 20 Ländern Mittel- und Nordeuropas und umfasste rund 30 Ausstellungen in Galerien und Museen, im öffentlichen Raum und an abgeschiedenen Orten. Die Tour endete im Oktober 2015 an der Biennale in Venedig, wo das No Show Museum den Lido und den Salon Suisse bespielte. Im Sommer 2016 wurde das mobile Museum für eine zweite, mehrmonatige Ausstellungstour nach New York verschifft. Die Nordamerika-Tour führte durch 20 Staaten der USA und Kanada an die Westküste der USA und bis nach Mexiko. Die dritte Etappe startete im November 2017 in Baja California, Mexiko und führte durch die Länder Zentralamerikas bis nach Kolumbien. Eine vierte Etappe führte 2018 durch Frankreich, Spanien und Portugal. Im Jahr darauf folgten weitere Ausstellungen im Valie Export Center in Linz, im Helmhaus Zürich und in der Kunsthalle Bratislava. Hingegen konnte die für 2020 geplante Fortsetzung der Welttournee in Asien und Australien nicht mehr stattfinden: Die Pandemie setzte der Mission ein vorläufiges Ende.

### Politische Kunstprojekte
Zwischen 2009 und 2011 entwickelte Heusser eine Reihe von politisch engagierten Arbeiten im Schnittbereich zwischen Kunst und Aktivismus (Kriegsentwicklungshilfe KEH, OLAF, CHASOS). Mit der fiktiven «Organisation zur Lösung der Ausländerfrage» (OLAF) und der Kunstfigur Alois Stocher führte er 2010 eine mehrwöchige Gegenpropaganda durch, die darauf abzielte, die fremdenfeindliche Kampagne der SVP zur automatischen Ausschaffung krimineller Ausländer mit den Mitteln der Satire und subversiven Affirmation zu untergraben.
Die Verbreitung der Aktionen erfolgte einerseits über Beiträge und Videos in Social Media, andererseits durch die regelmässige Berichterstattung in Print- und Onlinemedien, was u. a. mit kontroversen Aktionen und Happenings, inszenierten Falschmeldungen und Interventionen an Pressekonferenzen erreicht wurde. Ein anderes Beispiel ist die 2011 lancierte Kampagne mit der «Christlich Humanitäre Asyl-Selbsthilfe Organisation Schweiz» (CHASOS) mit der Kunstfigur Pfarrer Wilfried Stocher (dem Bruder von Alois B. Stocher): Als satirische Reaktion auf das von vielen Medien und Politikern kolportierte Drohbild eines «Flüchtlings-Tsunamis», der in Folge des Arabischen Frühling über die Schweiz einbrechen werde, installierte der falsche Pfarrer an der Art Basel eine Art antihumanitäres Auffanglager, das die einheimische Bevölkerung vor den drohenden Flüchtlingswellen schützen sollte.

## Kuratorische Arbeiten
Heusser ist Gründer und Direktor des Literaturfestival Zürich (früher: Openair Literatur Festival Zürich), einem internationalen Literaturfestival, das jährlich während einer Woche in Zürich stattfindet. Schwerpunkt des Programm bilden Premieren und Lesungen mit bedeutenden internationalen Autorinnen und Autoren (z. B. John M. Coetzee, Roxane Gay, Julian Barnes, John Banville, Rebecca Solnit, John Cleese, Carolin Emcke, Junot Díaz, David Mitchell). Ausserdem ist er Gründungsmitglied und Co-Leiter von Das Institut, einem Projektraum für performative und transdisziplinäre Künste in Zürich. Von 2011 bis 2013 war er als Programmleiter des Kaufleuten für die Kulturveranstaltungen (Konzerte, Lesungen, Kabaretts, Podien) verantwortlich.
2001 gründete Heusser zusammen mit Marc Rychener das spartenübergreifende Künstlerkollektiv index, mit dem er mehrere Festivals (Festival der Künste 2002, Lyrik am Fluss 2002–2005) und Veranstaltungsreihen (Mikro 2006–2011, Kino im Atelier 2005–2010, Makro 2008) organisierte und durchführte.

## Einzelausstellungen
- Museum Strauhof, 2/2025
- Kunsthalle Bratislava, Slowakei, 10/2019
- Valie Export Center, Linz, Österreich, 10/2019
- La station – Gare des Mines / Garage MU in Paris, Frankreich, 11/2018
- Espacio Naranjo in Madrid, Spanien, 11/2018
- Espacio Oculto in Madrid, Spanien, 11/2018
- Museum of Art, Architecture and Technology (MAAT) in Lissabon,   Portugal, 11/2018
- MUTUO Centro de Arte en Barcelona, Spanien, 10/2018
- Museo de Arte Contemporáneo de Bogota, Kolumbien, 1/2018
- Galería Antítesis, Panama-Stadt, Panama, 1/2018
- Galería Despacio, San José, Costa Rica, 12/2017
- Galería Códice, Managua, Nicaragua, 12/2017
- Museo para la Identidad Nacional, Tegucigalpa, Honduras
- Museo de Arte de El Salvador (MARTE), San Salvador, El Salvador, 12/2017
- Galería El Sótano, Guatemala-Stadt, Guatemala, 11/2017
- Museo de Arte Contemporáneo de Oaxaca (MACO), Oaxaca, Mexiko, 11/2017
- Galería Ladrón, Mexiko-Stadt, Mexiko, 11/2017
- Museum of Emptiness (MOE), St. Gallen, Schweiz, 9/2017
- Monte Vista Projects, Los Angeles, USA, 10/2016
- CULT | Aimee Friberg Exhibitions, San Francisco, USA, 10/2016
- CCA Center for Contemporary Arts, Santa Fe, USA, 10/2016
- Ice Cube Gallery, Denver, USA, 09/2016
- Fort Gondo, St. Louis, USA, 09/2016
- Defibrillator Gallery, Chicago, USA, 09/2016
- Spread Arts Gallery, Detroit, USA, 09/2016
- Scrap Metal Gallery, Toronto, Kanada, 09/2016
- Enriched Bread Artists, Ottawa, Kanada, 08/2016
- Die Diele, Zürich, Schweiz, 08/2016 – 9/2016
- Fresh Window Gallery, New York, USA, 08/2016
- 56. Biennale di Venezia, Salon Suisse / Palazzo Trevisan und Lido, Venedig, Italien, 10/2015
- Lauba Gallery, Zagreb, Kroatien, 10/2015
- Chimera-Project Gallery, Budapest, Ungarn, 10/2015
- Umelka Gallery, Bratislava, Slowakei, 09/2015
- Vienna Contemporary, International Art Fair, Wien, Österreich, 09/2015
- #Poligon Art Space, Warschau, Polen, 09/2015
- Tallinn Art Hall, Tallinn, Estland, 09/2015
- Luda Gallery, St. Petersburg, Russland, 09/2015
- Kiasma, Museum of Contemporary Art, Helsinki, Finnland, 08/2015
- Tenthaus, Project Space, Oslo, Norwegen, 08/2015
- Sixtyeight, Project Space, Kopenhagen, Dänemark, 08/2015
- Grimmuseum, Berlin, Deutschland, 08/2015
- Island, Project Space, Hamburg, Deutschland, 08/2015
- Wolfart Project Space, Rotterdam, Niederlande, 08/2015
- Museum Strauhof, Zürich, Schweiz, 07/2015
- The Institute, Zürich, Schweiz, 05/2015

## Gruppenausstellungen
- Werkstipendium der Stadt Zürich, Helmhaus Zürich, 2019
- Ours Is Not The Only Planet Earth Has Been, Ballroom Projects, Chicago, USA, 10/2016
- d.i.v.o. Institute, Kolin, Tschechien, 09/2015
- Survival K(n)it Festival 7, Latvian Centre for Contemporary Art, Riga, Lettland, 09/2015
- Kling-Festival, Mansbach, Deutschland, 08/2015
- Vitrine 05, Die Diele, Zürich, Schweiz, 12/2015
- Kabinett der Visionäre, Chur, Schweiz, 06/2015
- Doing Nothing Festival, Dock 18, Rote Fabrik, Zürich, Schweiz, 5/2015
- Vitrine 04, Die Diele, Zürich, Schweiz, 12/2014
- Vitrine 03, Die Diele, Zürich, Schweiz, 12/2013
- Show Me Show Me Show Me, CentrePasqArt, Biel, Schweiz, 6/2013
- Swiss Art Awards, Art Basel, Schweiz, 6/2011
- Werkpreis Kanton Zürich, F+F Schule, Zürich, Schweiz, 10/2011

## Auszeichnungen und Preise
- 2019 Kunstpreis für No Show Museum – From Dada to Nada, Stadt Zürich, 2019[23]
- 2012 Auszeichnung für Kulturvermittlung, Popkredit, Stadt Zürich
- 2011 Swiss Art Award: Nomination, Eidgenössischer Wettbewerb für Kunst
- 2011 Werkpreis Kanton Zürich: Nomination
- 2005 1. Preis am Kurzgeschichtenwettbewerb der Solothurner Literaturtage
- 2002 Werkbeitrag der Vontobel-Stiftung

## Trivia
Heusser ist ein Nachfahre der Schweizer Schriftstellerin Johanna Spyri (geb. Johanna Louise Heusser), der Autorin des weltberühmten Romans Heidi.